# Pseudowoord
Pseudowoorden, soms ook nonsenswoorden genoemd, zijn onbestaande, maar bestaand lijkende woorden die in de leerpsychologie gebruikt worden, te weten bij het onderzoek naar het leesproces (bijvoorbeeld bij lexicale decisie) of voor geheugenonderzoek. 
Het verschil in leestempo bij een lijstje echte woorden met het lezen van een lijstje pseudowoorden zegt bijvoorbeeld iets over eventuele dyslexie. Testen met pseudowoorden kunnen onder meer in het leerlingvolgsysteem zitten.

Enkele voorbeelden van pseudowoorden in het Nederlands: wammelepuk, moliziepan, rejasten, bolg, wug, sprool, loevig, frode. 
Pseudowoorden dienen te worden onderscheiden van nonwoorden, die niet uitspreekbaar zijn, bijvoorbeeld plrwf, wrkwp, dhfxdns.